# Neuronema lianum
Neuronema lianum är en insektsart som beskrevs av C.-k. Yang 1986. Neuronema lianum ingår i släktet Neuronema och familjen florsländor. Inga underarter finns listade i Catalogue of Life.